# Spettroscopia Mössbauer

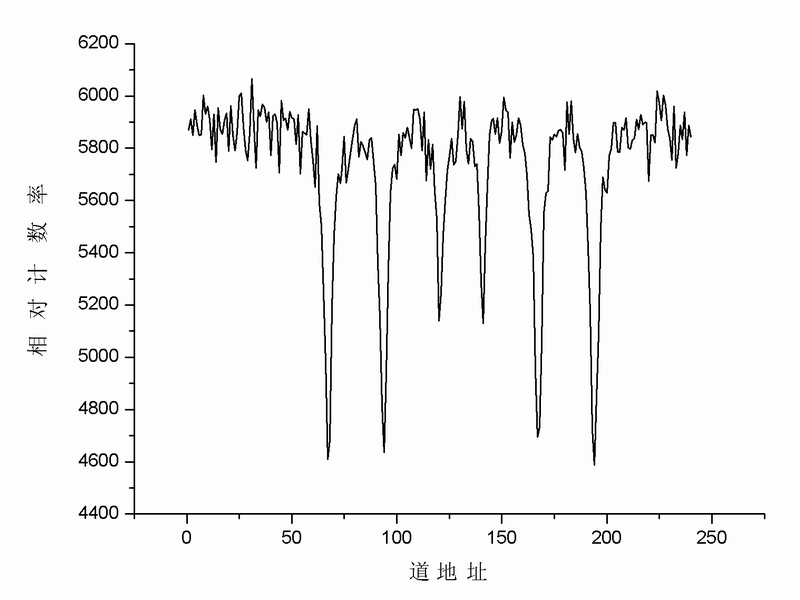
Spettro di assorbimento Mössbauer dell'isotopo ^{57}Fe

La spettroscopia Mössbauer è una tecnica spettroscopica basata sull'assorbimento ed emissione risonante di raggi gamma nei solidi.
Con i raggi gamma, a differenza degli altri fotoni meno energetici, si verifica solitamente un problema: l'atomo che emette il fotone "rincula" in maniera non trascurabile, assorbendo così una parte di energia dal fotone stesso il quale, di conseguenza, non ha più la stessa frequenza di prima e non è in grado di effettuare risonanza con un altro atomo analogo.
Come prima soluzione a questo problema si era ottenuta la risonanza disponendo la sostanza emettitrice sopra un cilindro ruotante ad alta velocità, così da compensare il suddetto rinculo. Ma successivamente l'assorbimento ed emissione risonante furono osservati per la prima volta da Rudolf Mössbauer nel 1957 su materiali che avevano una struttura cristallina tale da distribuire il rinculo stesso su molti più atomi riducendo così la perdita di energia del fotone gamma: tale fenomeno è stato chiamato appunto effetto Mössbauer. 
La spettroscopia Mössbauer è simile alla spettroscopia NMR in quanto si basa su transizioni nucleari ed è perciò sensibile alle simili interazioni elettrone-nucleo che causano lo spostamento chimico nella NMR. Inoltre, a causa dell'elevata energia e delle ampiezze estremamente strette delle linee dei raggi gamma, è una delle tecniche più sensibili in termini di risoluzione energetica avendo la capacità di rilevare cambiamenti di appena 1 parte per 1011.
Trova svariate applicazioni nel campo della chimica inorganica. La tecnica si è dimostrata utile anche in ambito geochimico per l'identificazione dei minerali contenenti ferro. In particolare è stata utilizzata per studiare le meteoriti e le rocce lunari ed è stata utilizzata persino dalla NASA su Marte.

## Metodo tipico
Nella sua forma più comune, la spettroscopia di assorbimento Mössbauer, un campione solido è esposto a un raggio di radiazione gamma, e un rivelatore misura l'intensità del raggio trasmesso attraverso il campione. Gli atomi nella fonte che emette i raggi gamma devono essere lo stesso isotopo presente nel campione sottoposto ad analisi. In accordo con l'effetto Mössbauer, una frazione significativa (data dal fattore Lamb-Mössbauer) di raggi gamma emessi non perderà energia a causa del rinculo e quindi avrà approssimativamente l'energia giusta per essere assorbita dagli atomi target, le sole differenze attribuibili all'ambiente chimico del target, che rappresenta ciò che si desidera osservare. L'energia dei raggi gamma della fonte viene variata attraverso l'effetto Doppler accelerando la fonte attraverso un intervallo di velocità con un motore lineare. Un intervallo tipico di velocità per 57Fe può essere ±11 mm/s (1 mm/s = 48,075 neV).
Negli spettri risultanti, l'intensità dei raggi gamma viene riportata in funzione della velocità della fonte. Alle velocità corrispondenti ai livelli energetici di risonanza del campione, alcuni dei raggi gamma sono assorbiti, causando una diminuzione dell'intensità misurata e un corrispondente picco nello spettro. Il numero, posizione, e intensità dei picchi fornisce informazioni sull'ambiente chimico dei nuclei assorbenti e può essere utilizzato per caratterizzare il campione.
Una maggiore limitazione della spettroscopia Mössbauer è trovare la disponibilità di una opportuna fonte di raggi gamma. Solitamente, questa consiste in un elemento radioattivo che decade producendo l'isotopo desiderato. Per esempio, la fonte per 57Fe consiste nel 57Co che, per cattura elettronica, produce uno stato eccitato di 57Fe e successivamente decade allo stato fondamentale emettendo la radiazione gamma desiderata. Idealmente il progenitore avrà una emivita sufficientemente lunga da renderlo utilizzabile, ma avrà anche un tasso di decadimento sufficiente a fornire l'intensità necessaria della radiazione. Ancora, l'energia dei raggi gamma dovrebbe essere relativamente bassa, altrimenti il sistema avrà una bassa frazione di libero rinculo risultante in uno scarso rapporto segnale/rumore e richiedendo lunghi tempi di raccolta. La tavola periodica sotto riportata indica gli elementi che possiedono un isotopo disponibile per la spettroscopia Mössbauer. Di questi, 57Fe è di gran lunga l'elemento più comunemente studiato utilizzando questa tecnica, sebbene 129I, 119Sn e 121Sb siano anche frequentemente studiati.
| H                                                                                                  |                      |                                         |    |    |    |    |    |    |    |    |    |    |    |    |    |    | He |
| Li                                                                                                 | Be                   |                                         |    |    |    |    |    |    |    |    |    | B  | C  | N  | O  | F  | Ne |
| Na                                                                                                 | Mg                   |                                         |    |    |    |    |    |    |    |    |    | Al | Si | P  | S  | Cl | Ar |
| K                                                                                                  | Ca                   | Sc                                      | Ti | V  | Cr | Mn | Fe | Co | Ni | Cu | Zn | Ga | Ge | As | Se | Br | Kr |
| Rb                                                                                                 | Sr                   | Y                                       | Zr | Nb | Mo | Tc | Ru | Rh | Pd | Ag | Cd | In | Sn | Sb | Te | I  | Xe |
| Cs                                                                                                 | Ba                   | La                                      | Hf | Ta | W  | Re | Os | Ir | Pt | Au | Hg | Tl | Pb | Bi | Po | At | Rn |
| Fr                                                                                                 | Ra                   | Ac                                      | Rf | Db | Sg | Bh | Hs | Mt | Ds | Rg | Cn | Nh | Fl | Mc | Lv | Ts | Og |
| |                      |                                         |    |    |    |    |    |    |    |    |    |    |    |    |    |    |    |
| |                      |                                         | Ce | Pr | Nd | Pm | Sm | Eu | Gd | Tb | Dy | Ho | Er | Tm | Yb | Lu |    |
| |                      |                                         | Th | Pa | U  | Np | Pu | Am | Cm | Bk | Cf | Es | Fm | Md | No | Lr |    |
| |                      |                                         |    |    |    |    |    |    |    |    |    |    |    |    |    |    |    |
| \| Elementi Mössbauer-attivi \| Fonti di raggi gamma \| Inadatti per la spettroscopia Mössbauer \| |                      |                                         |    |    |    |    |    |    |    |    |    |    |    |    |    |    |    |
| Elementi Mössbauer-attivi                                                                          | Fonti di raggi gamma | Inadatti per la spettroscopia Mössbauer |    |    |    |    |    |    |    |    |    |    |    |    |    |    |    |

## Analisi degli spettri Mössbauer
Come descritto sopra, la spettroscopia Mössbauer possiede una risoluzione energetica estremamente fine e può rilevare persino deboli cambiamenti nell'ambiente nucleare degli atomi oggetto di indagine. Tipicamente, sono osservabili tre tipi di interazioni nucleari, lo spostamento isomerico (o spostamento chimico), lo splitting di quadrupolo e lo splitting iperfine (dovuto allo splitting Zeeman causato dai campi magnetici atomici):
- Lo spostamento isomerico riflette il legame chimico degli atomi ed è correlato alla densità elettronica al nucleo. Lo spostamento isomerico è osservato negli spettri come uno spostamento (sia verso sinistra che verso destra) di tutti i picchi corrispondenti a un particolare ambiente atomico.
- Lo splitting di quadrupolo riflette l'interazione tra il quadrupolo nucleare e il gradiente di campo elettrico circostante. Come implica il suo nome, l'interazione provoca una suddivisione (splitting) delle transizioni nucleari altrimenti degeneri da un singolo picco in due picchi. Lo splitting di quadrupolo è misurato come la separazione tra questi due picchi e riflette il carattere del campo elettrico al nucleo.
- Lo splitting iperfine è un risultato dell'interazione tra il nucleo e un qualsiasi campo magnetico circostante. Tipicamente, consiste in una suddivisione di un singolo picco in sei picchi non degeneri (come mostrato nello spettro riportato nell'immagine sopra). Lo splitting iperfine è solitamente misurato come la distanza tra i due picchi più lontani di questi sei picchi. Lo splitting iperfine è particolarmente importante nella spettroscopia Mössbauer di composti contenenti ferro, i quali sono frequentemente ferromagnetici o anti-ferromagnetici, con il risultato di mostrare intensi campi magnetici interni. Nei casi in cui avviene sia lo splitting di quadrupolo che lo splitting iperfine, lo spettro consisterà ancora di sei picchi, sebbene la loro posizione risulterà spostata in relazione al relativo ammontare di ciascuno splitting.

I tre parametri Mössbauer, spostamento isomerico, splitting di quadrupolo, e splitting iperfine, possono essere spesso utilizzati per identificare un particolare composto. Un grande banca dati che include la maggior parte dei parametri Mössbauer pubblicati disponibili in letteratura è fornita dal Mössbauer Effect Data Center. In alcuni casi, un composto può avere più di un tipo di sito che gli atomi rilevanti occupano. In tali casi, dato che ciascun sito possiede un ambiente univoco avrà sempre il suo caratteristico insieme di picchi. Per esempio, l'ematite (Fe2O3) contiene due siti univoci per gli atomi di ferro e lo spettro corrispondente mostra dodici picchi, sei corrispondenti a ciascun tipo di sito. Perciò, l'ematite ha anche due insiemi di parametri Mössbauer, uno per ciascun sito.
Oltre alla identificazione, le relative intensità dei vari picchi riflettono le relative concentrazioni dei composti presenti nel campione e possono essere utilizzate per l'analisi semi-quantitativa. Inoltre, dato che i fenomeni ferromagnetici dipendono dalle dimensioni, in alcuni casi gli spettri possono fornire indicazioni sulla dimensione del cristallite e sulla struttura dei grani di un materiale.